# Cyperus longus
Souchet odorant
Espèce
Classification phylogénétique
Statut de conservation UICN

 LC  : Préoccupation mineure

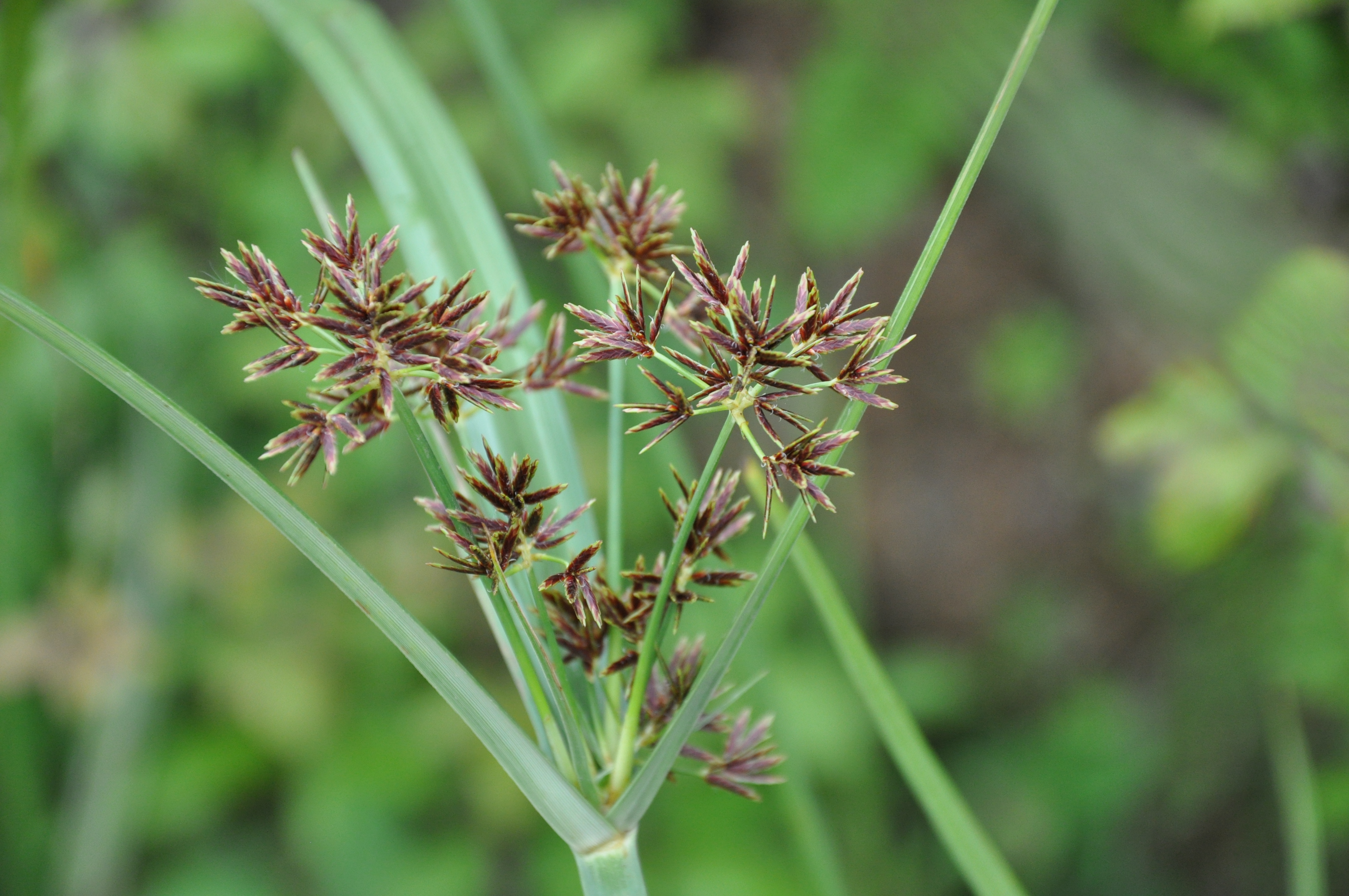
Souchet odorant.

Cyperus longus (ou souchet odorant) est une plante appartenant au genre Cyperus et à la famille des Cypéracées. Il est également connu sous les noms de souchet long, ou souchet allongé.
C'est une plante des milieux marécageux qui est maintenant commercialisée pour agrémenter le bord des mares de jardin.

## Description

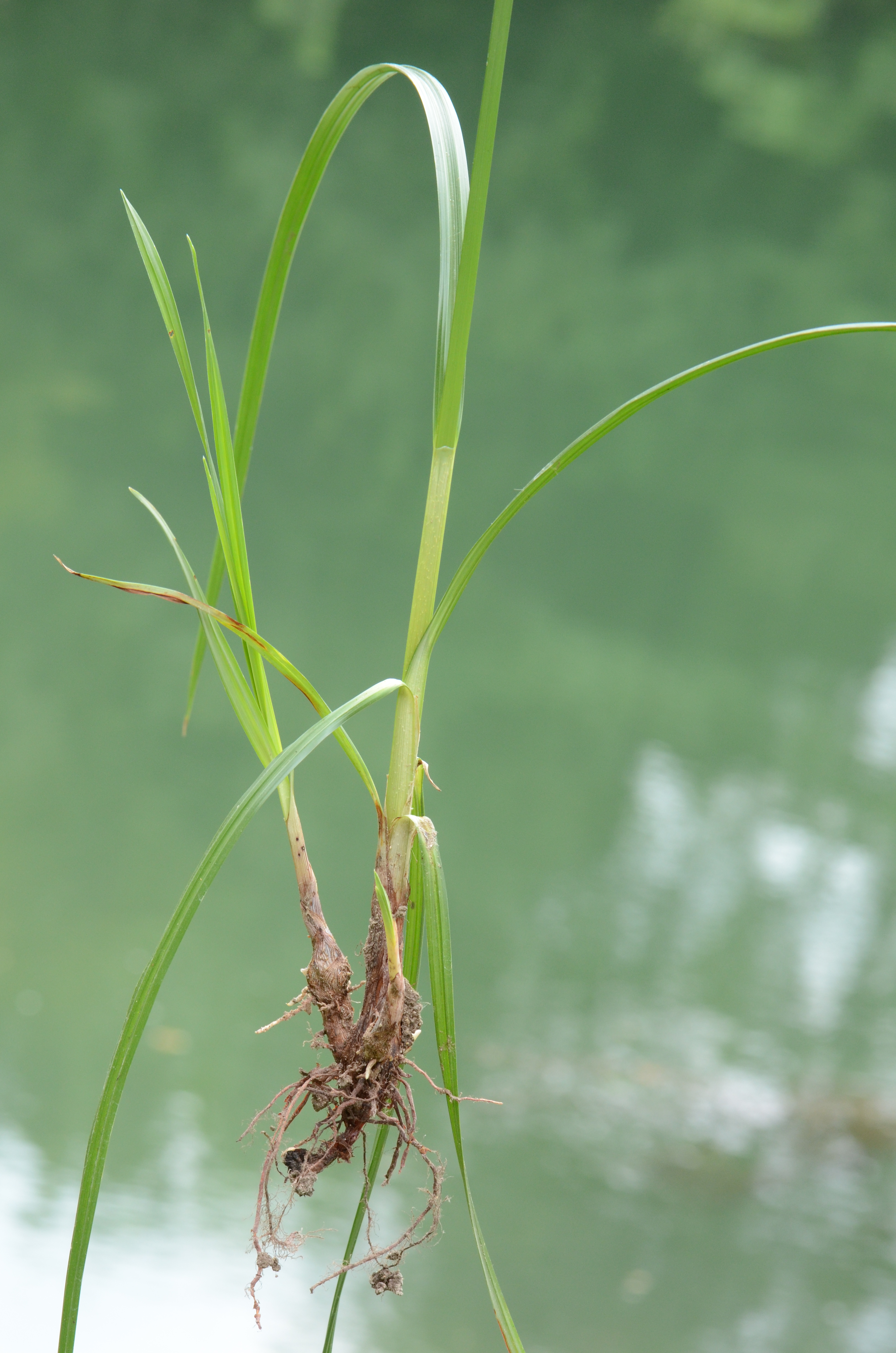
Cyperus longus, souche

Cyperus longus est une plante développant une souche rampante (rhizome robuste, un peu noueux) et une tige dressée atteignant  1,5 m, à section triangulaire typique (trigone).
De la souche, jaillissent au printemps de longues feuilles plates de 3-10 mm de large et de 30-40 cm de long, carénées, luisantes, au bord rude. De couleur vert clair, elles prennent des teintes orangées à l'automne.
En été, de longues hampes droites et dressées, de 1 m à 1,5 m de haut, de section triangulaire, portent quelques longues feuilles étalées (bractées externes) et plusieurs inflorescences.
L'inflorescence est une cyme composée d'une dizaine d'épis, portant chacun de 4 à 25 épillets brun rougeâtre à maturité. Les bractées externes sont plus longues que l'inflorescence. Les fleurs se trouvent à l'aisselle d'écailles brun foncé ou brun roussâtre. La fleur possède 3 étamines et un style trifide. La floraison se fait de fin juillet à septembre.
Les fruits sont des akènes noir brunâtre.
Sous-espèces :
- Cyperus longus subsp. badius (Desf.) Bonnier & Layens, 1894, souchet bai (inflorescence plus compacte)
- Cyperus longus L. subsp. longus, (grande taille)

## Synonymes
- Cyperus fenzelianus Steud.
- Chlorocyperus longus (L.) Palla
- Cyperus amoenus Kunth
- Cyperus emarginatus Schrad.

## Écologie
Le souchet odorant pousse dans toute l'Europe, en Afrique, au Moyen-Orient et en Asie centrale
Le souchet allongé est une plante des milieux humides. Elle croît dans les prairies marécageuses, sur les bords des fossés et des rivières (en particulier les bords des champs de maïs près des rivières).

## Utilisation
- Médicinale

Le souchet a un rhizome aromatique à odeur de violette qui a été utilisé pour faire des parfums. Au XIXe siècle, il était considéré comme tonique et stomachique,.
L'usage médicinal des cyperus remonte à l'Antiquité égyptienne et à l'Antiquité grecque et latine. Outre le papyrus (Cyperus papyrus), les anciens Égyptiens connaissaient plusieurs espèces de Cyperus dont le souchet comestible (Cyperus esculentus) qu'ils utilisaient dans de nombreuses formulations médicinales et Cyperus longus qui pouvaient être utilisés dans la confection de parfums. L'encyclopédiste romain Pline au Ier siècle, décrit un cyperus comme « un jonc anguleux » dont le rhizome « est un remède infaillible contre la morsure des serpents et la piqure des scorpion… On l'applique sur les ulcères rongeant, et surtout sur ceux de l'estomac, avec du vin et du vinaigre » (HN, XXI, 115-118). Il indique aussi que le cypexrus est utilisé en parfumerie. À la même époque, Dioscoride mentionne aussi cypira pour son aptitude à guérir les blessures de scorpions, les refroidissements, les obstructions de matrice et les ulcères (MD, 1,4).  Le souchet continuera à être mentionné au cours des siècles suivants par des médecins comme Oribase (IVe siècle) ou Prospero Alpini (XVIe siècle), etc.
- Ornementale

Le souchet odorant est une sorte de « papyrus » de nos régions tempérées[Qui ?] ne craignant pas le froid. Il est assez rustique puisqu'il peut supporter jusqu'à −15 °C.
Il peut être installé près des bassins d'eau ou des mares de jardin. Il se répand rapidement grâce à ses rhizomes.
Il est de culture facile dans tout sol humide, humifère ou marécageux. Il supporte une submersion permanente d'une dizaine de centimètres mais préfère les berges en pente douce où l'eau affleure à peine. Il est de croissance rapide et demande peu d'entretien.
Il peut être utilisé en groupe pour créer des effets de masse, comme constituer un fond de scène.